# Basanita fonolítica
Les basanites fonolítiques són roques ígnies volcàniques constituïdes per plagiòclasi, feldspatoide, olivina (més de 10%; cosa que la distingeix de la tefrita fonolítica), augita, i, de vegades sanidina com a mineral accessori. Es troba definida modalment al camp 13 del diagrama QAPF de Streckeisen. És l'equivalent de les monzodiorites foidítiques o dels gabres foídics.